# Starczanowo (osada leśna w powiecie poznańskim)
Starczanowo – osada leśna w Polsce położona w województwie wielkopolskim, w powiecie poznańskim, w gminie Murowana Goślina.